# Mihalik Sándor (helytörténész)
Mihalik Sándor (Kassa, 1869. január 15. – Budafok, 1940. június 26.) tanár, állami polgári iskolai igazgató, helytörténész, Mihalik József állami felső kereskedelmi iskolai tanár öccse.

## Életpályája
Mihalik Adolf és Zányi Mária fiaként született. Iskoláit szülővárosában és Iglón végezte, ahol 1888-ban elemi iskolai tanítói oklevelet nyert. 1888-89-ben egy évig Máriássy Miklós földbirtokos házánál Sz.-Körtvélyesen nevelősködött. Ezután Budapestre jött, ahol tanulmányait folytatta és 1892-ben a nyelv- és történettudományi szakból polgári iskolai tanári oklevelet nyert. 1892-től 1899-ig Resicabányán az állami polgári iskolánál mint tanár, 1899-tól az orsovai állami polgári iskolánál mint igazgató működött. A krassószörényvármegyei tanítóegyesület elnöke volt. Sírja a Budafoki temetőben található. Neje Willinger Wanda volt.
Életrajzi, archeológiai és pedagógiai cikkei megjelentek az Archaeológiai Értesítőben, a Délmagyarországi Rég. és Tört. Társulat Értesítőjében, a Délmagyarországi Kárpát egyesület Kalauzában és a Néptanítók Lapjában.
Szerkesztette a Népoktatás című havi folyóiratot 1901-től Lugoson.

## Emlékezete
1992 óta Budafokon utca viseli a nevét (Az 1900-as évektől Iskola utca, 1979-től Gyümölcsöskert utca).
2009 óta a 22. kerület kiemelkedő munkát végző pedagógusainak Mihalik Sándor-díj adható.
A kerületben évtizedek óta Mihalik Sándor Helytörténeti Kör működik.
Egykori lakóházán (Anna u. 15/b) emléktábla található.

## Munkái
- Resicza jelene és multja. Resiczabánya, 1896. (Németül: Uo. 1896.).
- Német-Bogsán az 1848-1849. szabadságharczban. Lugos, 1899.
- Ferenczfalva története. Kiadta a délmagyarországi rég. és tört. múzeum. Temesvár, 1900.